# Arianesimo

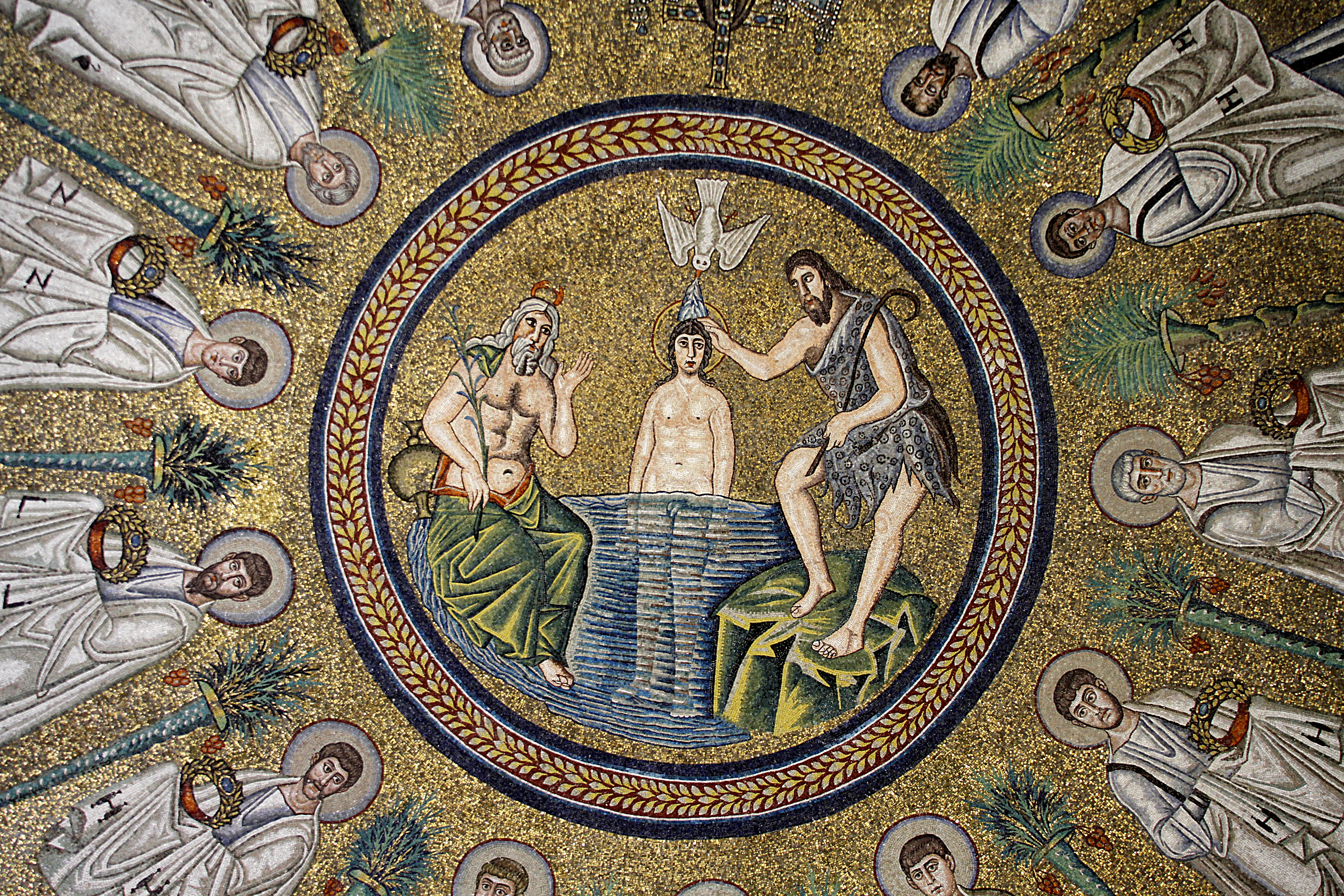
Mosaico della cupola del Battistero degli Ariani, Ravenna.

L'arianesimo (in greco antico: Ἀρειανισμός?) è una dottrina trinitaria di tipo subordinazionista, elaborata dal presbitero, monaco e teologo Ario (256-336), condannata come eretica al primo concilio di Nicea (325). Tale dottrina sostiene che il Figlio di Dio sia un essere che partecipa della natura di Dio Padre, ma in modo inferiore e derivato, e che pertanto c'è stato un tempo in cui il Verbo ancora non esisteva e che egli sia stato creato da Dio all'inizio del tempo.

## Dottrina
Nei decenni in cui i teologi cristiani cominciavano ad elaborare la dottrina della Trinità divina, il presbitero alessandrino Ario (260 ca - 336) fu il massimo rappresentante di una delle interpretazioni della relazione tra le persone della Trinità, in particolar modo tra il Padre e il Figlio. Ario non negava la Trinità, ma subordinava il Figlio al Padre (subordinazionismo), negandone la consustanzialità che sarà poi formulata nel concilio di Nicea (325) nel credo niceno-costantinopolitano. Alla base della sua tesi, permeata della cultura neoplatonica tanto in voga nell'ambiente ellenistico egiziano, vi era la convinzione che Dio, principio unico, indivisibile, eterno e quindi ingenerato, non potesse condividere con altri la propria ousìa, cioè la propria essenza divina. 
Di conseguenza il Figlio, in quanto “generato” e non eterno, non può partecipare della sua sostanza (negazione della consustanzialità), e quindi non può essere considerato Dio allo stesso modo del Padre (il quale è ingenerato, cioè aghènnetos archè), ma può al massimo esserne una creatura: certamente una creatura superiore, divina, ma finita (avente cioè un principio) e per questo diversa dal Padre, che è invece infinito. Padre e Figlio non possono dunque essere identici, e il Cristo può essere detto "Figlio di Dio" soltanto in considerazione della sua natura creata, e non di quella increata, posta allo stesso livello di quella del Padre. Così facendo, Ario non negava di per sé la Trinità, ma la considerava costituita da tre persone, caratterizzata ognuna da una propria sostanza (treis hypostaseis).

## Storia

### Dalle origini al Concilio di Nicea (318-325)

#### Ario e Alessandro (318-325)

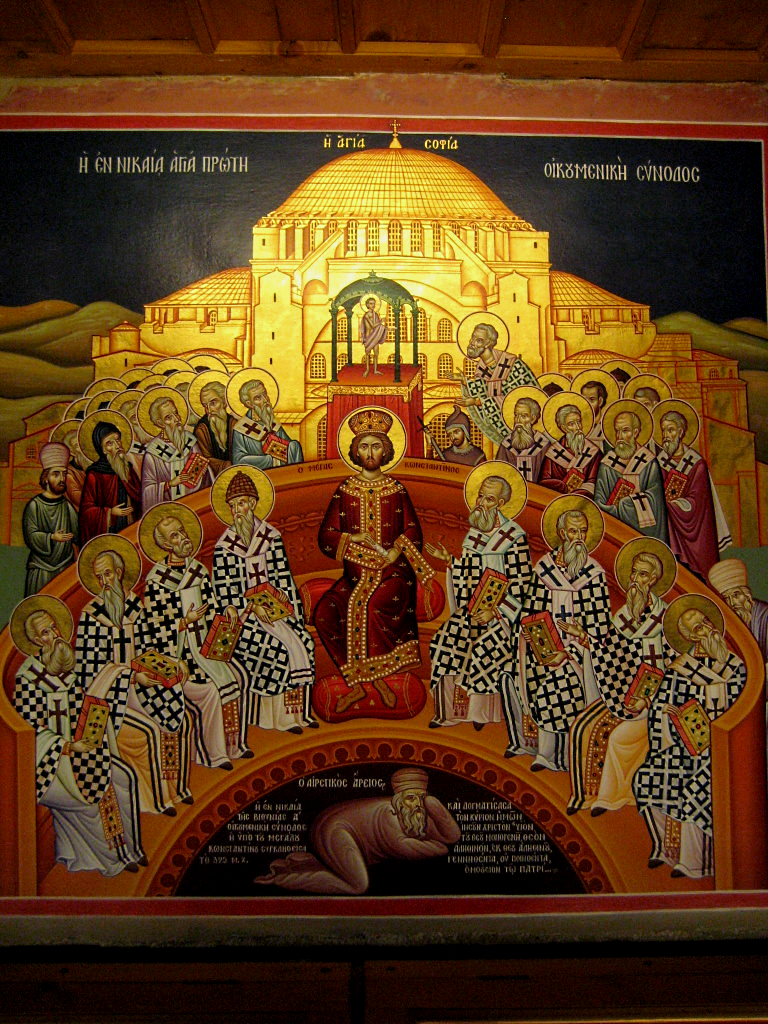
Icona conservata nel Mégalo Metéoron, monastero greco, in cui si rappresenta la vittoria della fede nicena su Ario, rappresentato in posizione reclinata in quanto sconfitto.

Dopo l'editto costantiniano di tolleranza del 313, ad Alessandria d'Egitto si aprì la controversia trinitaria, e le tesi che il presbitero Ario aveva cominciato a diffondere si estesero fino a coinvolgere un sempre maggior numero di persone. Il vescovo di Alessandria, Alessandro, ne condannò le posizioni come eretiche in un sinodo tenutosi nel 318 composto da 100 vescovi africani, ma Ario poté contare su un partito molto numeroso di fedeli, che annoverava tra l'altro anche alcuni vescovi, sia africani che orientali, tra cui Eusebio di Cesarea ed Eusebio di Nicomedia; questi ultimi godevano di un forte prestigio anche presso la corte imperiale. La disputa oppose per anni il clero egiziano a quello antiocheno (in particolare la Palestina e la Bitinia), attirando l'attenzione dell'imperatore e del popolo. Nel tentativo di porre fine alla questione, che inizialmente Costantino aveva sottovalutato, nel 325 indisse, anche per le pressioni dei suoi consiglieri ecclesiastici che erano invece molto informati sulla disputa, il Concilio ecumenico di Nicea.

#### La disputa nicena (325)
La convocazione del concilio non era però un fatto solamente religioso: all'imperatore stava a cuore soprattutto la stabilità dello Stato. Le questioni teologiche, con i disordini e le contese che ne derivavano, costituivano un problema politico che andava risolto con la sconfitta di una qualsiasi delle due fazioni. Costantino non aveva infatti convinzioni teologiche che lo facessero propendere particolarmente per l'una o per l'altra parte in conflitto. Al concilio Ario ed Eusebio di Cesarea non convinsero l'assemblea. Il loro argomento era il seguente: se il Figlio di Dio non era uguale al Padre, allora non era neanche divino, o per lo meno non quanto il Padre. E questo non era accettabile dagli ortodossi. La tesi poi secondo la quale "ci fu un tempo in cui il Figlio non c'era" fece inorridire i padri conciliari, che posero in minoranza e condannarono definitivamente le idee di Ario.
Il concilio elaborò un simbolo, cioè una definizione dogmatica relativa alla fede in Dio, nel quale compare, attribuito al Cristo, il termine homooùsios (tradotto in italiano dal latino con "consustanziale" (al Padre), ma in greco "di uguale essenza"), che costituisce la base dogmatica del cristianesimo storico. In assenza del vescovo di Roma Silvestro I (che mandò suoi legati), presiedette l'assemblea il vescovo Osio di Cordova, favorito dell'imperatore (presente a tutte le sessioni dei lavori), la cui influenza sullo stesso imperatore ebbe facile gioco nel conquistare il sovrano alla causa dell'ortodossia. Gli eretici furono minacciati di esilio e Ario fu bandito e spedito in Illiria.

### Da Costantino a Teodosio (325-381)

#### Gli ultimi anni di Costantino e le correnti teologiche dell'arianesimo
La scarsa saldezza delle convinzioni teologiche di Costantino è però dimostrata dal fatto che in soli tre anni le sue posizioni nei confronti dell'arianesimo divennero assolutamente indulgenti e tolleranti: su suggerimento della sorella Costanza e per insistenza di Eusebio di Nicomedia, fu revocato l'esilio per i vescovi ariani, lo stesso Ario fu più tardi richiamato (nel 331 o 334) e introdotto a corte, dove riuscì a tal punto a convincere l'imperatore della bontà delle sue opinioni, che lo stesso Costantino lo riabilitò e condannò all'esilio il vescovo Atanasio di Alessandria, che di Ario era stato tra i più acri oppositori. L'ariano Eusebio di Nicomedia sostituì Osio di Cordova nel ruolo di consigliere imperiale ecclesiastico, battezzando poi lo stesso imperatore in punto di morte.
L'affermazione nicena, che definiva il Figlio Dio tanto quanto il Padre, poneva nell'ambiente ariano e in quello ortodosso almeno tre grandi interrogativi: 
1. può Dio generare un Figlio?
2. può Dio separarsi in se stesso?
3. può Dio morire (in croce o in qualsiasi altro modo)?

I seguaci di Ario portarono alle estreme conseguenze le risposte alle tre domande, che avevano in comune la conclusione che il Figlio non aveva natura divina ma, in quanto creatura di Dio, era un tramite o intermediario tra la divinità e l'umanità. Ma all'interno del movimento ariano si verificarono comunque divisioni profonde, che portarono a tre gruppi principali: 
1. la fazione radicale degli Anomei (greco: Ἀνομοίοι) o Eunomiani (dal nome del loro più importante esponente, Eunomio di Cizico), fedele alla professione di fede originaria di Ario secondo la quale «il Figlio è in tutto dissimile al Padre» in quanto, essendo stato creato e fatto da ciò che prima non esisteva, non poteva definirsi «generato»[16][17];
2. la fazione dei Semiariani o ariani moderati, fra cui lo stesso Ario dopo l'esilio ed Eusebio di Nicomedia, che ritenevano «il Figlio simile al Padre ma non per proprietà di natura, bensì per dono di grazia, nei limiti, cioè, in cui la Creatura può essere paragonata al Creatore»[17];
3. la fazione dei Macedoniani, secondo i quali «il Figlio è in tutto simile al Padre, mentre lo Spirito Santo nulla ha in comune né con il Padre né con il Figlio»[17].

#### Da Costanzo II a Valente (337-378)

##### La politica religiosa di Costanzo (350-361)

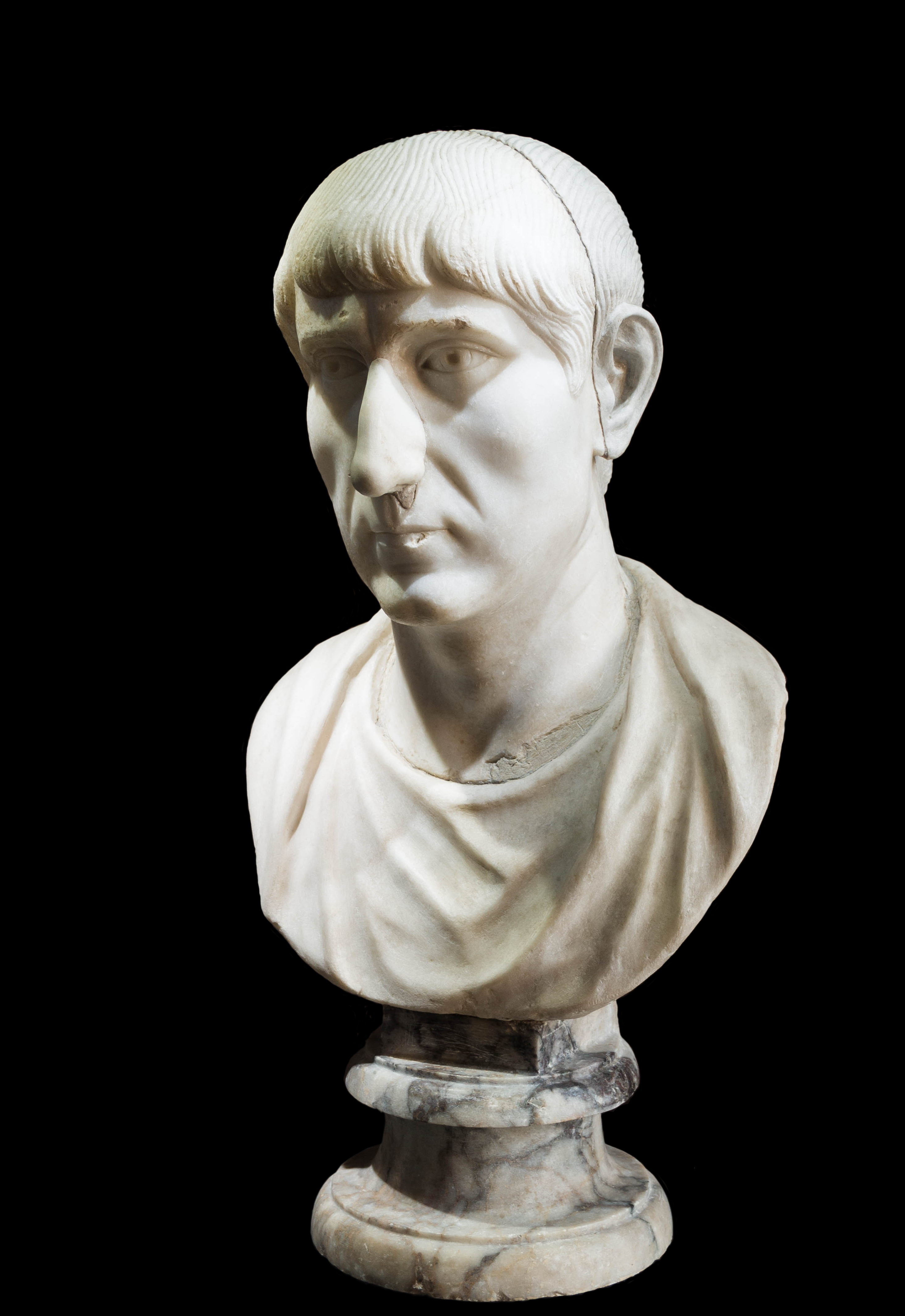
Busto di Costanzo II (?). L'imperatore fu un fervente ariano, riuscendo a imporre questa confessione religiosa attraverso concili e l'uso della forza.

L'arianesimo ebbe fortuna in particolare sotto gli imperatori Costanzo II (figlio di Costantino I, 337-361) e Valente (364-378) e nell'ultima fase dell'Impero Romano. Costanzo, al contrario dei fratelli Costante e Costantino II, era di tendenze ariane. In seguito alle guerre fratricide e alla definitiva supremazia di Costanzo (350), quest'ultimo poté liberamente dedicarsi alla risoluzione delle questioni cristologiche nell'ultimo decennio del suo regno. Durante questo periodo, infatti, Costanzo convocò molti concili provinciali deputati a definire il credo cristiano: Sirmio (351), Arles (353), Milano (355), Sirmio II (357), Rimini (359) e infine Costantinopoli (360). Il più importante, per gli effetti che provocò in Occidente, fu però quello di Sirmio II del 357, al quale parteciparono solamente vescovi d'oriente (in prevalenza ariani) e che mise al bando i termini quali ousìa e consustanzialità. I vescovi d'Occidente (più vicini alla chiesa di Roma e quindi fedeli al Credo niceno), manifestarono il loro dissenso: papa Liberio e Osio di Cordova furono imprigionati e costretti a sottoscrivere alle decisioni di Sirmio, mentre nel concilio di Rimini del 359 si procedette alla condanna di Sirmio.
Costanzo, allora, cercò di trovare una formula di compromesso nel concilio di Seleucia del 359, che vide il trionfo delle posizioni ariane sancite poi da quello di Costantinopoli dell'anno seguente. Disordini e violenze si verificarono in diverse altre circostanze, come in occasione della successione al vescovo Alessandro di Costantinopoli; l'ariano Macedonio ottenne la sede episcopale solo con la forza e con l'intervento militare, dopo che il rivale Paolo, vicino alla Chiesa di Roma, venne rapito, esiliato e assassinato. Le sommosse popolari che seguirono all'insediamento di Macedonio furono soffocate nel sangue; lo stesso vescovo si sentì autorizzato dall'autorità imperiale di Costanzo, che lo proteggeva e aveva favorito il suo insediamento, a imporre il suo ministero anche con la tortura e la forza delle armi. Anche nell'Occidente niceno si ebbero delle ripercussioni sulle scelte vescovili: a Milano, come vescovo successore di Dionigi, fu imposto il vescovo ariano Aussenzio.

#### La breve parentesi di Giuliano (361-363)
Giuliano l'Apostata, apertamente filo-pagano, revocò tutte quelle leggi beneficiarie che i suoi immediati predecessori avevano promulgato nei confronti dei cristiani. Secondo la sua opinione, il cristianesimo doveva debilitarsi sempre di più attraverso il rifiorire delle contese teologiche messe a tacere pochissimi anni prima da Costanzo, e per questo motivo il nuovo imperatore Giuliano fece richiamare dall'esilio i cristiani di fede nicena.

#### Valente (364-378)
Dopo il breve regno di Gioviano (363-364), l'impero ritornò ad essere diviso in due tronconi: la Pars Occidentalis fu affidata a Valentiniano I (364-375), mentre la Pars Orientalis a Valente. Se Valentiniano, cristiano come Gioviano, mantenne una politica tollerante nei confronti di tutte le fedi religiose, il fratello minore Valente fu un fanatico sostenitore dell'arianesimo, ripristinando le disposizioni ecclesiastiche di Costanzo. Il clima di terrore e di sopraffazione che Valente instaurò nell'area orientale dell'impero, terminò con la sua sconfitta e uccisione nella grande battaglia di Adrianopoli (378), combattuta contro i goti.

### Teodosio e la definitiva sconfitta dell'Arianesimo

#### L'ascesa di Teodosio
Nel 380, sotto l'influsso del vescovo di Milano, Ambrogio, venne emanato da Teodosio I e Graziano l'editto di Tessalonica che definiva il credo niceno (e quindi l'ortodossia) come religione di Stato. Oltre all'affermazione della formula nicena, che dunque toglieva di mezzo le dottrine ariane, l'editto definiva per la prima volta la Chiesa che professava il Credo Niceno "cattolica" (dal greco "katholicòs", cioè "universale") e "ortodossa" (dal greco "orthos-doxa", cioè "di retta dottrina"), bollando tutti gli altri gruppi cristiani come eretici e come tali soggetti a pene e punizioni. Si trattò, di fatto, di una persecuzione antiariana incruenta, in cui i vescovi vennero allontanati e tutte le chiese affidate al controllo dei cattolici, escludendo gli ariani da ogni luogo di culto anche dove, come a Costantinopoli, la loro comunità era decisamente di gran lunga più numerosa. Proprio nella capitale dell'impero l'imperatore Teodosio in persona sostituì il vescovo Demofilo con Gregorio Nazianzeno, portandolo quasi in trionfo per le vie della città e proteggendo il suo insediamento con un reparto di guardie imperiali armate. Lo stesso vescovo deplorava che il suo insediamento fosse protetto dalle armi, tra gente che lo guardava con rabbia e lo considerava nemico, sembrava più l'ingresso in una città conquistata da parte di un barbaro invasore. Non meno appassionata e violenta era la contesa che si svolgeva in Occidente tra il vescovo Ambrogio di Milano e l'imperatrice ariana Giustina, madre e reggente del futuro imperatore Valentiniano II. La condanna dell'arianesimo venne poi ribadita nel 381 durante il primo concilio di Costantinopoli, proprio nella città che, nonostante l'editto, era in qualche modo riuscita a conservare una popolosa colonia ariana che accoglieva al suo interno tutti gli “eretici” di varia denominazione. Negli anni successivi Teodosio ribadì con una serie di editti la sua persecuzione contro l'eresia ariana, che prevedeva la proibizione delle riunioni di culto, la destituzione e la comminazione di forti multe a vescovi e preti, l'esclusione da professioni onorevoli e lucrose e (poiché gli ariani separavano la natura del Padre da quella del Figlio) l'inibizione alla capacità di lasciti testamentari. In qualche caso si giunse anche a pronunciare sentenze capitali che però raramente vennero eseguite perché Teodosio era in realtà più propenso alla correzione che non alla punizione. Con l'affidamento dell'esecuzione dei suoi editti ad una schiera di funzionari l'imperatore istituì, di fatto, l'embrione di un ufficio di Inquisizione.

## L'arianesimo dal V al VII secolo

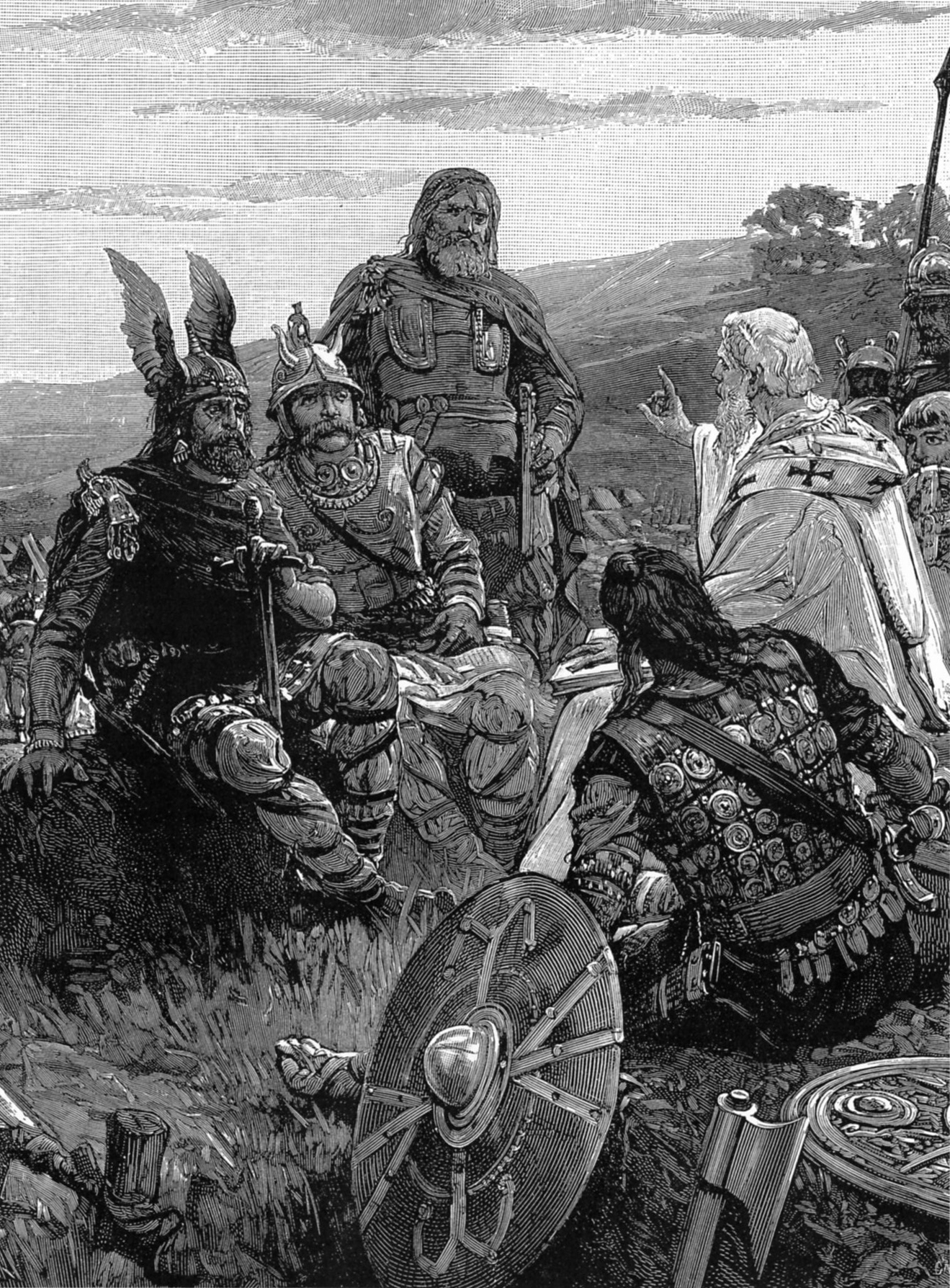
Il vescovo Ulfila spiega il Vangelo ai Goti, rappresentazione di inizio '900.

### Ulfila e i popoli germanici
Piuttosto che scomparire, l'arianesimo spostò il suo asse verso il nord dell'impero, trovando seguaci presso i popoli “barbari” che in quel periodo si stavano spingendo contro i confini dello Stato, particolarmente Goti, Vandali e Longobardi. Grazie soprattutto alla predicazione condotta nel IV secolo fra i Goti da parte di Ulfila (311-383), l'arianesimo conobbe infatti una grande diffusione fra i popoli germanici fra i quali fiorì almeno fino al VII secolo: infatti, la visione più semplice del cristianesimo ariano era più conforme alla loro mentalità pragmatica e priva di quelle basi filosofiche di cui era intessuto il credo niceno. Traduttore, tra l'altro, della Bibbia in lingua gotica e inventore di un tipo di alfabeto latino che sostituì gli antichi caratteri runici, Ulfila svolse un ruolo fondamentale non solamente dal punto di vista strettamente religioso, ma anche linguistico per lo studio delle antiche lingue germaniche.

### La progressiva conversione alla fede calcedoniana (V-VII secolo)

#### Ilmodus vivendidei barbari e dei romani
Durante il lento ma inesorabile crollo dell'Impero romano d'Occidente nel V secolo, i vari popoli germanici che si insediarono nei territori imperiali adottarono varie strategie di politica religiosa, che andavano dalla repressione violenta dei niceni (per esempio, i Vandali), alla pacifica convivenza religiosa (Odoacre, i Visigoti spagnoli e gli Ostrogoti di Teodorico in Italia). Unico fattore comune tra così diverse linee di azione consisteva nel trovare nell'arianesimo una sorta di distinzione nei confronti dei romani che si professavano cattolici. Lentamente, però, il cristianesimo calcedoniano (cioè quello niceno, perfezionato nel Concilio di Calcedonia del 451) cominciò a convertire i popoli dei regni romano-barbarici ancora sopravvissuti alle guerre giustinianee e a quelle tra gli stessi regni barbarici. In seguito alla conversione dei Franchi nel 511 con Clodoveo al cristianesimo calcedoniano, gli altri popoli barbari cominciarono lentamente a convertirsi: i Visigoti, grazie all'opera di re Recaredo e poi di Sisebuto (tra il 586 e il 621, ma in questi trent'anni fu decisivo il terzo Concilio di Toledo del 589); i Longobardi, a opera della regina Teodolinda e dell'abate Colombano e dei suoi monaci, nei primi anni del VII secolo. Tuttavia, nel regno longobardo, il passaggio dall'arianesimo al cattolicesimo fu abbastanza lento, in particolare in alcune città, quali Bergamo, Brescia, Torino e, soprattutto Pavia, allora capitale del regno, dove solo nel 658 la cattedrale ariana, Sant'Eusebio, passò al culto cattolico e, contemporaneamente, il vescovo ariano della città divenne il presule cattolico di Pavia.

### Fonti
- Atanasio di Alessandria, Trattati contro gli Ariani. Ora in:  Atanasio di Alessandria, Trattati contro gli Ariani, collana Collana di testi patristici, Roma, Città nuova, 2003, ISBN 88-311-3173-7.
- Tirannio Rufino, Historia Ecclesiastica, libro X. Ora in:  Tirannio Rufino, Scritti vari: Le benedizioni dei patriarchi; Spiegazione del simbolo; Storia della Chiesa, a cura di Manlio Simonetti, Roma-Gorizia, Città Nuova - Società per la conservazione della basilica di Aquileia, 2000, ISBN 88-311-9083-0.
- Mario Vittorino, Opere teologiche, a cura di Claudio Moreschini, Torino, UTET 2007 (contiene tutti gli scritti contro gli Ariani)
- Vigilio di Tapso, Contro gli ariani, a cura di Patrizia Guidi, Roma, Città Nuova, 2005, ISBN 88-311-3184-2.
- Edward Gibbon, Decadenza e caduta dell'Impero romano, a cura di Piero Angarano, Roma, Avanzini e Torraca, 1968, SBN NAP0491458.

### Studi
- Alberto Camplani, Ario, in A. Di Berardino, G. Fedalto e M. Simonetti (a cura di), Letteratura patristica, Cinisello Balsamo, San Paolo, 2007,  pp. 173-181, ISBN 978-88-215-5671-5.
- Giovanni Filoramo e Daniele Menozzi, L'Antichità, in Storia del Cristianesimo, vol. 1, Bari, Laterza, 2010, ISBN 978-88-420-6558-6.
- Giovanni Filoramo, La croce e il potere. I cristiani da martiri a persecutori, Roma - Bari, Laterza, 2011, ISBN 9788842097136.
- (EN) R. P. C. Hanson, Search for the Christian Doctrine of God: The Arian Controversy, 318-381, Edimburgo, T&T Clark Ltd, 1988, ISBN 9780567094858.
- Ludwig Hertling e Angiolino Bulla, Storia della Chiesa. La penetrazione dello spazio umano ad opera del cristianesimo, VI, Roma, Città Nuova, 2001, ISBN 88-311-9258-2. URL consultato l'8 maggio 2015.
- Hubert Jedin, Breve storia dei Concili, Brescia, Morcelliana, 1989, SBN PUV0426031.
- (EN) Joseph T. Lienhard, From Gwatkin Onwards A Guide through a Century and a Quarter of Studies on Arianism, in Augustinian Studies, vol. 44, 2013,  pp. 265-285.
- G. Mura (a cura di), La teologia dei Padri, V, II, Roma, Città Nuova, 1987, ISBN 88-311-9205-1. URL consultato l'8 maggio 2015.
- Vittorio Santoli, Ulfila, in Enciclopedia Italiana, 1937. URL consultato l'8 maggio 2015.
- Manlio Simonetti, La crisi ariana nel IV secolo, Roma, Institutum patristicum Augustinianum, 1975, SBN SBL0574513.
- (EN) Maurice Wiles, Archetypal Heresy. Arianism through the Centuries, Oxford, Clarendon Press, 1996, ISBN 0-19-826927-7.
- Ewa Wipszycka, Storia della Chiesa nella tarda antichità, a cura di Vera Verdiani, Milano, Mondadori, 2000, ISBN 88-424-9536-0. URL consultato l'8 maggio 2015.

### Dizionari
- Carl Andersen e Georg Denzler (a cura di), Dizionario storico del Cristianesimo, Cinisello Balsamo, Paoline, 1999, ISBN 88-215-2450-7.